# Salix berberifolia
Salix berberifolia är en videväxtart. Salix berberifolia ingår i släktet viden, och familjen videväxter.

## Underarter
Arten delas in i följande underarter:
- S. b. berberifolia
- S. b. tschuktschorum
- S. b. vyshinii